# Virgil Ierunca
Virgil Ierunca (pseudonimul lui Virgil Untaru, n. 16 august 1920, Lădești, județul interbelic Vâlcea – d. 28 septembrie 2006, Paris) a fost un critic literar, publicist și poet român, care a trăit în Franța începând cu 1947. A fost căsătorit cu Monica Lovinescu.

## Biografie

### În România
O dată cu studiile universitare, a debutat în ziaristică, în 1939, la ziarul Timpul, unul din cele mai importante cotidiene bucureștene din acea vreme. Între 1940 și 1944 colaborează la principalele reviste literare și la săptămânalul Vremea, cu o rubrică intitulată "Caiete franceze", în care îi prezintă pe scriitorii francezi din rezistența împotriva ocupației naziste. Din anul 1943 deține o rubrică asemănătoare în ziarul Ecoul și colaborează la revistele Kalende și Preocupări literare. În 1942, propria sa revistă literară, Albatros, este suprimată de cenzură pentru tendințele ei democratice. După război, Virgil Ierunca scoate revista Agora împreună cu Ion Caraion, revistă de cultură internațională, care este suprimată deja după primul număr de cenzura comunistă, din cauza unui articol al lui Titus Ștefănescu-Priboi intitulat Echinox, în care dădea ca exemple de platitudine a gândirii pasaje din scrierile lui Stalin.

### În Franța
Virgil Ierunca părăsește țara în 1947, primind o bursă din partea guvernului francez. Bursa purta numele cunoscutului scriitor anticomunist Arthur Koestler, autorul cărții "Zero și Infinit". Din 1951 și până în 1974 este redactor al emisiunilor în limba română ale Radiodifuziunii franceze și lucrează în același timp la "Centre national de la recherche scientifique" (CNRS), la secția de filozofie și estetică. Colaborează la două emisiuni culturale ale postului de radio "Europa Liberă": "Actualitatea Culturală Românească" și "Povesta vorbei" (Pagini uitate, pagini cenzurate, pagini exilate).
În denunțarea dictaturii comuniste din România, Ierunca ia parte activă ca secretar de redacție la apariția ziarului Uniunea Română, editat la Paris de generalul Nicolae Rădescu, la care colaborează și Grigore Gafencu. Scrie numeroase articole în publicațiile românești din exil, în special în revista România, organul Comitetului Național Român de la Washington, editat de Constantin Vișoianu. În volumul Pitești (1981) denunță experiența comunistă a terorii, folosită ca instrument de distrugere psihică. De când se află în Franța, Virgil Ierunca a redactat o serie de reviste literare, ca Luceafărul (1948-1949), al cărei director a fost Mircea Eliade, Caiete de dor (1951-1957), Ființă românească (1963-1968), Ethos (care apare din anul 1973). Într-o serie de publicații din exil, a deținut rubrica intitulată „Antologia rușinii”, în care erau dați la iveală intelectuali din România aserviți slugarnic regimului comunist. Producțiile literare ale lui Virgil Ierunca figurează în mai multe antologii de poezie, printre care cea alcătuită de Vintilă Horia. Pentru activitatea sa democrată și anticomunistă a fost distins cu medalia "Iuliu Maniu", iar pentru cea literară cu Diploma de Onoare a Academiei Româno-Americane de Artă și Știință (1987). În 1994, biroul de la Paris al postului de radio Europa Libera a fost desființat, stârnind protestele a mii de ascultători din România.

## Cărți publicate
- Fenomenul Pitești (Editura Humanitas, București, 1990; reeditat în 2007);
- Românește (Ed. Humanitas, București, 1991; reeditat în 2005);
- Subiect și predicat (Ed. Humanitas, București, 1993);
- Dimpotrivă (Ed. Humanitas, București, 1994);
- Semnul mirării (Ed. Humanitas, București, 1995);
- Trecut-au anii (Ed. Humanitas, București, 2000);
- Poeme de exil (Ed. Humanitas, București, 2001);
- Antologia rușinii după Virgil Ierunca (Ed. Humanitas, București, 2009).

## Legături externe

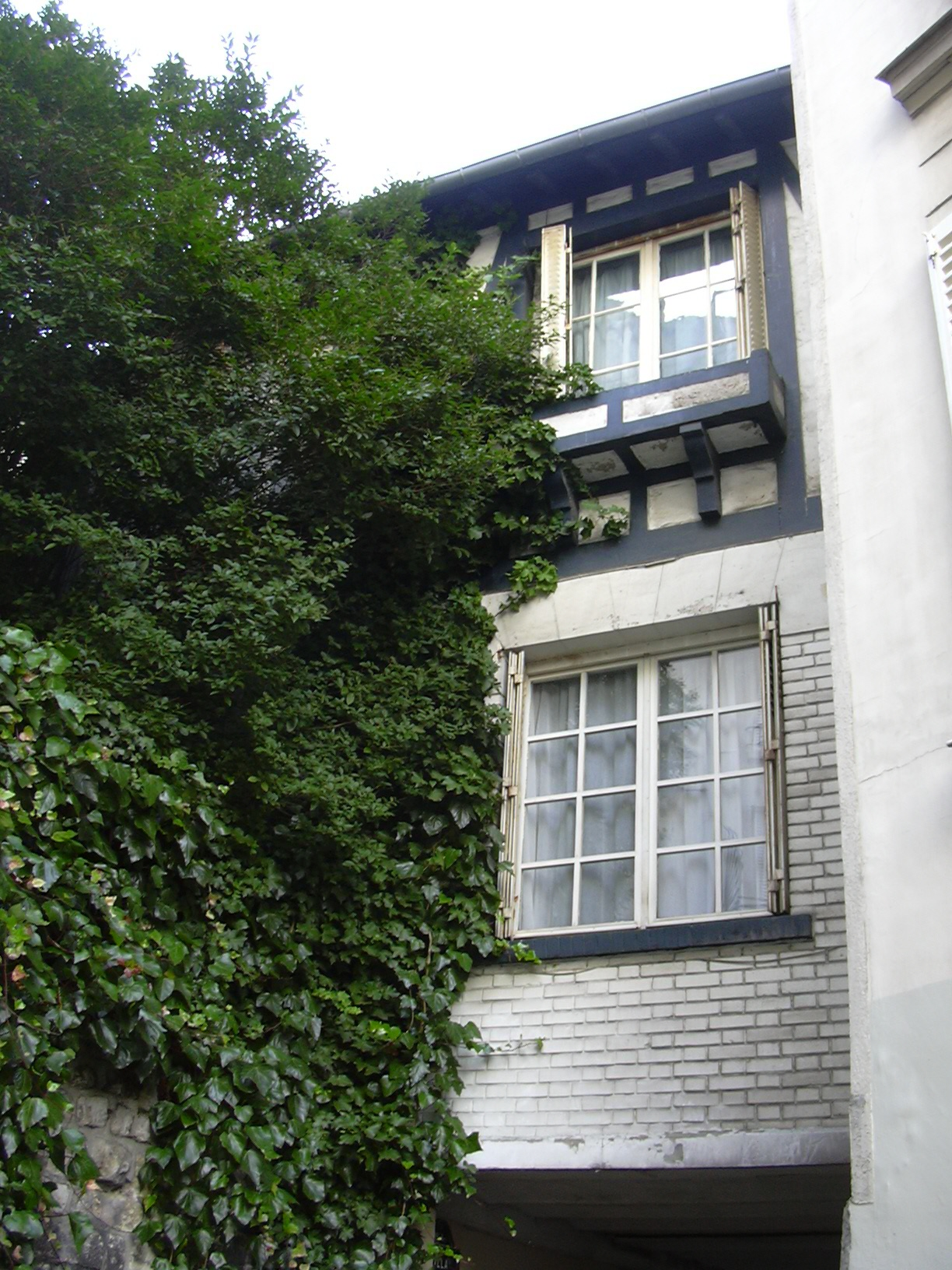
Casa din Paris (Monica Lovinescu și Virgil Ierunca)
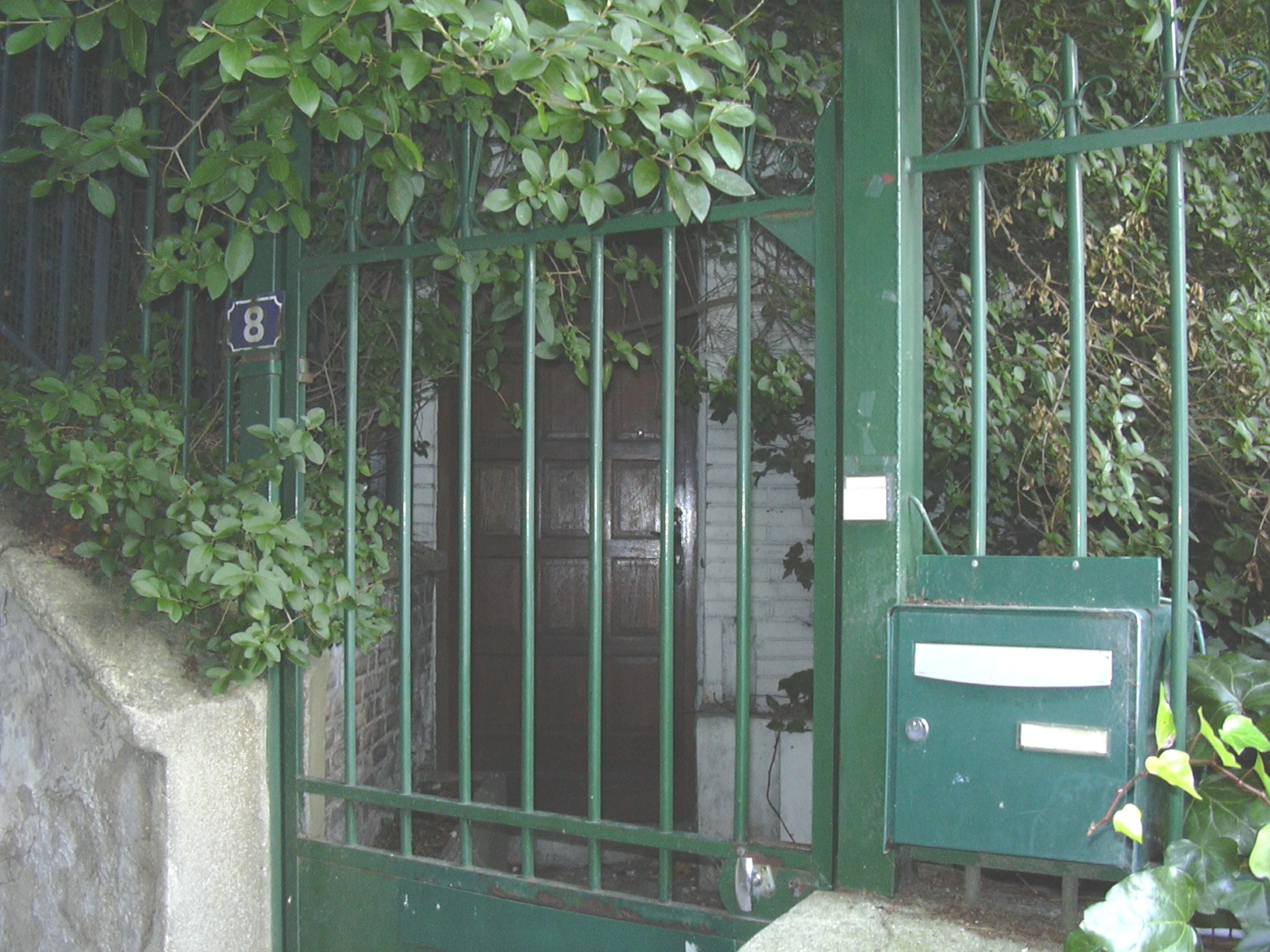
Casa din Paris (Monica Lovinescu și Virgil Ierunca)
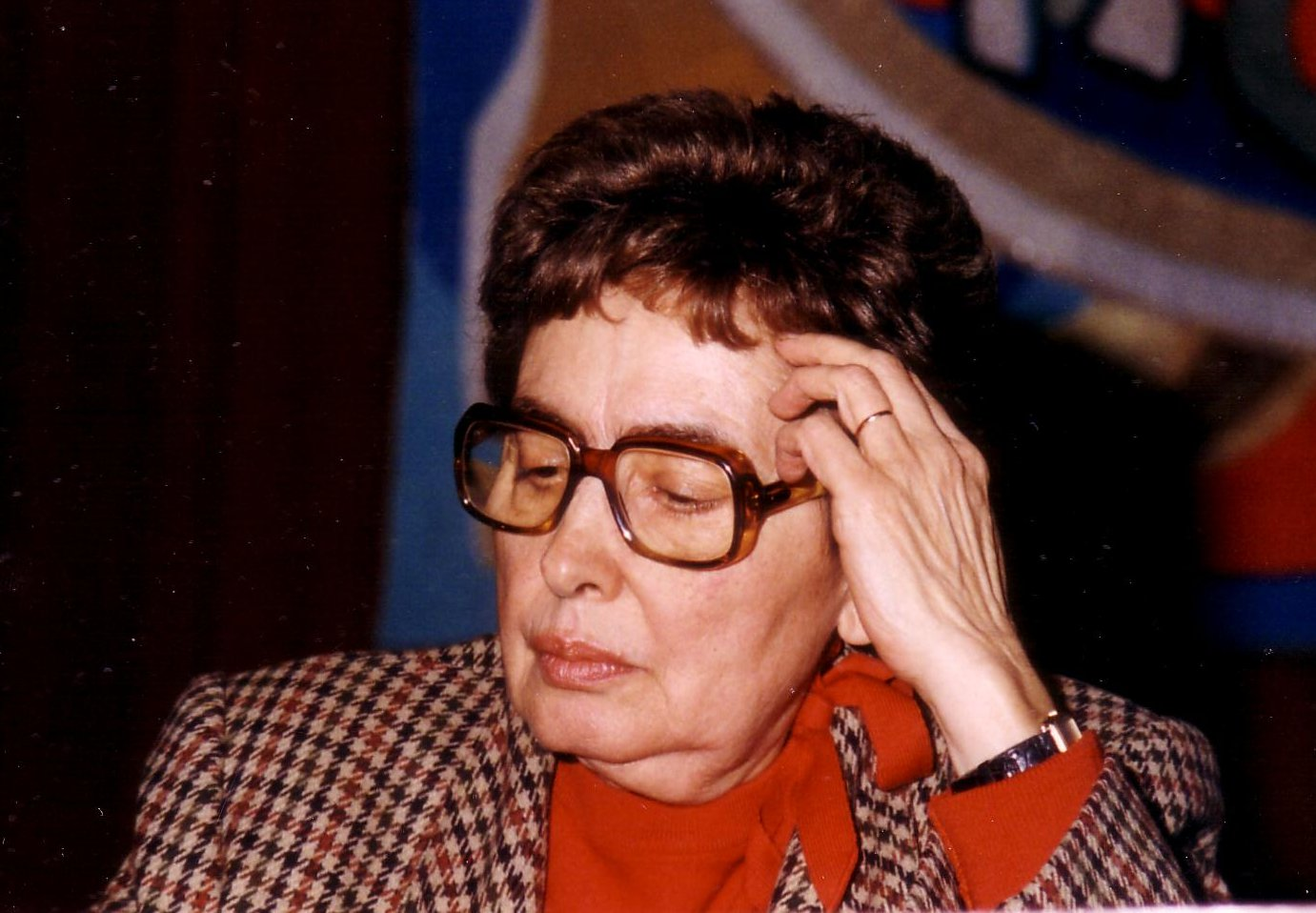
Monica Lovinescu
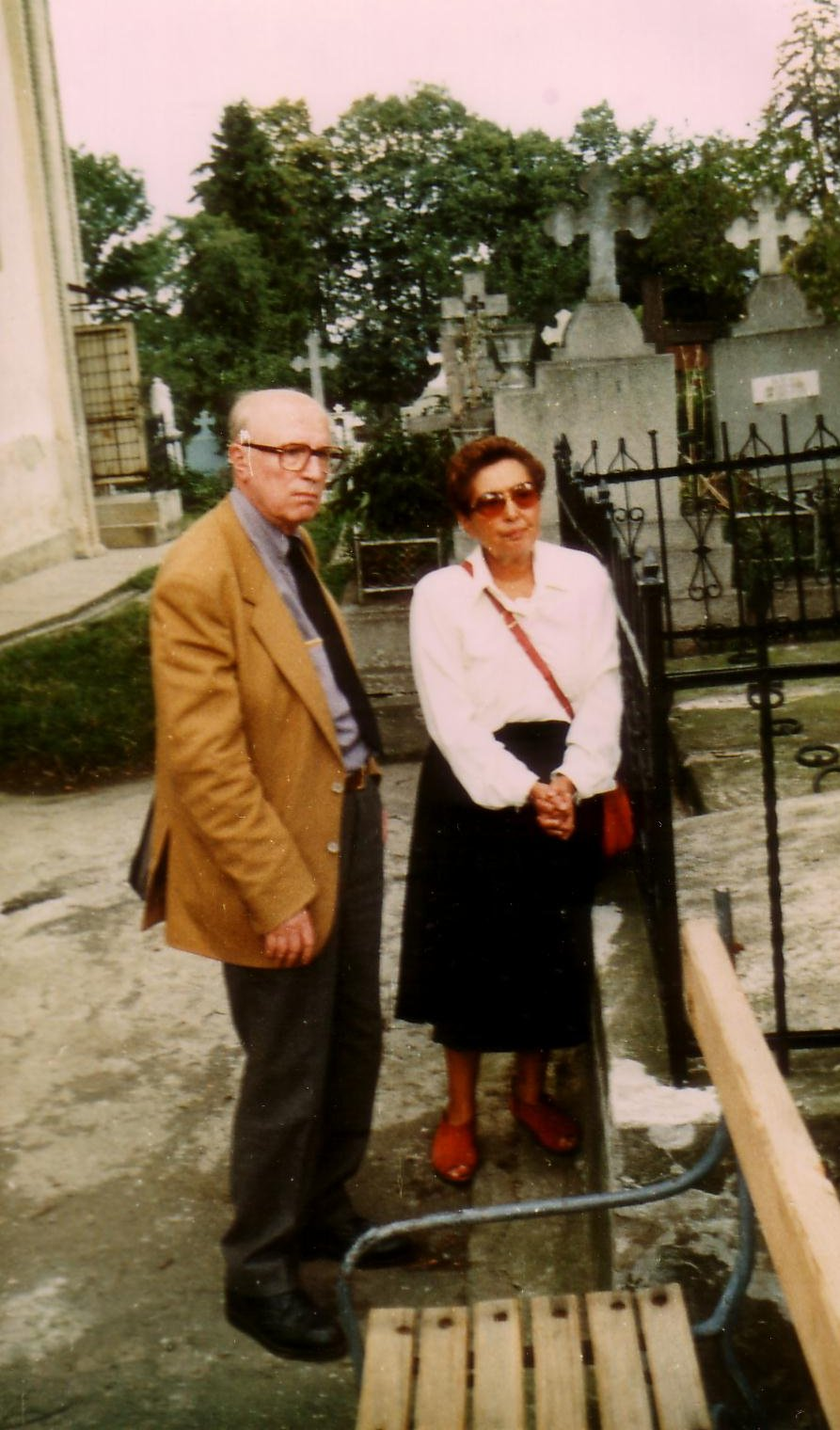
Monica Lovinescu și Virgil Ierunca